# Jerilderie
Jerilderie – miasto w Australii, w stanie Nowa Południowa Walia.